# Manihot tomatophylla
Manihot tomatophylla är en törelväxtart som beskrevs av Paul Carpenter Standley. Manihot tomatophylla ingår i släktet Manihot och familjen törelväxter. Inga underarter finns listade i Catalogue of Life.